# Cédrick Urasenga
Cédrick Urasenga (ur. 2 sierpnia 1990 w Muyindze) – burundyjski piłkarz grający na pozycji pomocnika. Jest wychowankiem klubu Le Messager Ngozi FC.

## Kariera klubowa
Swoją karierę Urasenga rozpoczął w klubie Le Messager Ngozi FC. W sezonie 2014/2015 zadebiutował w jego barwach w burundyjskiej pierwszej lidze. Trzykrotnie został z nim mistrzem kraju w sezonach 2017/2018, 2019/2020 i 2020/2021, wicemistrzem w sezonie 2015/2016 oraz zdobył Puchar Burundi w 2016 roku.

## Kariera reprezentacyjna
W reprezentacji Burundi Urasenga zadebiutował 23 lipca 2017 roku w zremisowanym 0:0 meczu Mistrzostw Narodów Afryki 2018 z Sudanem.